# Millenium (Hellsing)
Pour les articles homonymes, voir Millenium.
Millenium est une organisation fictive du manga Hellsing de Kōta Hirano. L'organisation Millenium est une organisation nazie. Son appellation « Millenium » fait référence aux nazis qui ont voulu conquérir le monde et assurer mille ans de gloire au Troisième Reich qu'Hitler a fondé lors de la Seconde Guerre mondiale. Après la fin de la guerre, ce mystérieux groupe, aidé en partie par le Vatican, a délocalisé ses ressources et ses troupes allemandes vers l’Amérique du Sud. Les chercheurs de Millenium ont découvert un moyen de transformer des êtres humains en vampires par l'intermédiaire de moyen inconnus (il semble néanmoins que la chirurgie soit utilisée) tout en les analysant grâce à une puce qui leur est implantés.
Millenium semble être une version surnaturelle de l'organisation nazie du roman de 1976 d'Ira Levin The Boys from Brazil (Ces garçons qui venaient du Brésil). La plupart des membres en sont des monstres, ou bien ont trouvé un moyen de prolonger leur existence.

## Histoire
Millenium a été fondé avant la fin de la Seconde Guerre mondiale par l'Ordre spécial 666 d'Hitler dans le but de rechercher et surtout d'utiliser le surnaturel à des fins militaires. En 1944 leur projet de création d’une armée de morts-vivants a été avorté par Walter C Dorneaz et Alucard. En 1999, ces derniers clament avoir tué tous ceux qui étaient en rapport avec ce projet et ainsi mis fin aux expérimentations. Mais ce qui s'est réellement passé reste encore à découvrir, puisque le Major Montana Max (dirigeant de Millenium), le Docteur, le Capitaine, le lieutenant Rip Van Winkle sont toujours vivants. Le mystère reste tout aussi entier sur une personne qui semblerait être la source même de l'existence de Millenium (une femme encore inconnue du lecteur simplement référée par un « elle »). Pour aller plus loin, cette mystérieuse femme pourrait avoir un lien avec une figure mythologique, voire une déesse. Les évènements qui se déroulent en 1944 à Varsovie sont racontés dans le prequel d'Hellsing : The Dawn, qui est toujours en cours de parution.
Par la suite, Millenium a planifié sa fuite. Vers la fin de l'année 1944, la plupart de ses membres étaient désormais en Amérique du Sud et, avec eux, un bataillon de 1 000 volontaires de la Waffen-SS. Ce bataillon portait le nom de « Letztes Bataillon », traduit en anglais par « Last Battalion ».